# 다나카 데루카즈
다나카 데루카즈(일본어: 田中 輝和, 1985년 7월 14일 ~ )는 일본의 전 축구 선수이다.

## 구단 경력
과거 오미야 아르디자, 요코하마 FC, 사간 도스에서 활동하였다.

## 국가대표팀 경력
그는 2006년 아시안 게임에 참가할 일본 U-23 국가대표팀에 발탁되었다.